# Julianne Moore
Julianne Moore, rodným jménem Julie Anne Smith, přechýleně Mooreová, Smithová (* 3. prosince 1960 Fayetteville, Severní Karolína) je americká herečka, která hrála po boku Anthonyho Hopkinse ve známém thrilleru Hannibal. Paleontoložku Sarah Hardingovou ztvárnila ve Ztraceném světě: Jurský park.
Objevila se také ve filmech Hodiny (2002), Next (2007), či Děcka jsou v pohodě (2010). Za postavu Alice Howlandové ve snímku Pořád jsem to já (2014) získala Oscara, Zlatý Glóbus i Cenu BAFTA za nejlepší herecký výkon v hlavní roli. Zlatý glóbus již předtím obdržela za film Prostřihy (1994) a televizní drama Prezidentské volby (2012).

## Životopis
Narodila se ve Fort Bragg v Severní Karolíně. Její otec, Peter Moore Smith, byl výsadkářem u americké armády, později se stal plukovníkem a vojenským soudcem. Její matka Anne byla psycholožka a sociální pracovnice pocházející ze Skotska, která emigrovala do Spojených států jako dítě v roce 1950. Má mladší sestru Valerii a mladšího bratra Petera. Rodina se několikrát stěhovala, do států Alabama, Georgie, Texas, Panama, Nebraska, Aljaška, New York a Virginie, takže Julianne postupně navštěvovala devět různých škol.
V šestnácti letech se její rodina přestěhovala do německého Frankfurtu, kde navštěvovala Frankfurt American High School. Plánovala se stát doktorkou. S herectvím začala ve školních produkcích a s pomocí učitelky angličtiny se rozhodla zkusit hereckou kariéru. Byla přijata na Bostonskou univerzitu, kde v roce 1983 získala bakalářský titul v dramatickém umění (BFA).

## Kariéra

### První role
Po maturitě se Julianne přestěhovala do New York City a živila se jako servírka. Začala pracovat na své herecké kariéře v divadlech a v televizi. Na obrazovce se poprvé objevila v roce 1984 v epizodě telenovely The Edge of Night. Průlom v její kariéře nastal o rok později, kdy získala roli v televizním seriálu As the World Turns. V něm hrála do roku 1988 a za roli získala ocenění Daytime Emmy Award. V roce 1987 získala roli v mini-seriálu stanice CBS I'll Take Manhattan. Nejprve skončila s telenovelami a chtěla se soustředit na divadlo, když byla obsazena do role Ofélie v Shakespearově hře Hamlet v divadle Guthrie Theater. Brzy na to se však vrátila do televizních seriálů jako Money, Power, Murder (1989), The Last to Go (1991) a Cast a Deadly Spell (1991).
V roce 1990 začala pracovat na divadelní produkci hry Uncle Vanya. Tentýž rok si zahrála ve filmu Příběhy z temnot: Film. Další role přišla až v roce 1992 s thrillerem Ruka na kolébce. V tomtéž roce se objevila v komedii Proměna Betty Lou. O rok později se objevila ve filmu Benny a Joon s Johnny Deppem. S Harrisonem Fordem si zahrála ve filmu Uprchlík. Film se stal jedním z největších amerických hitů roku.

### Vzestup v kariéře

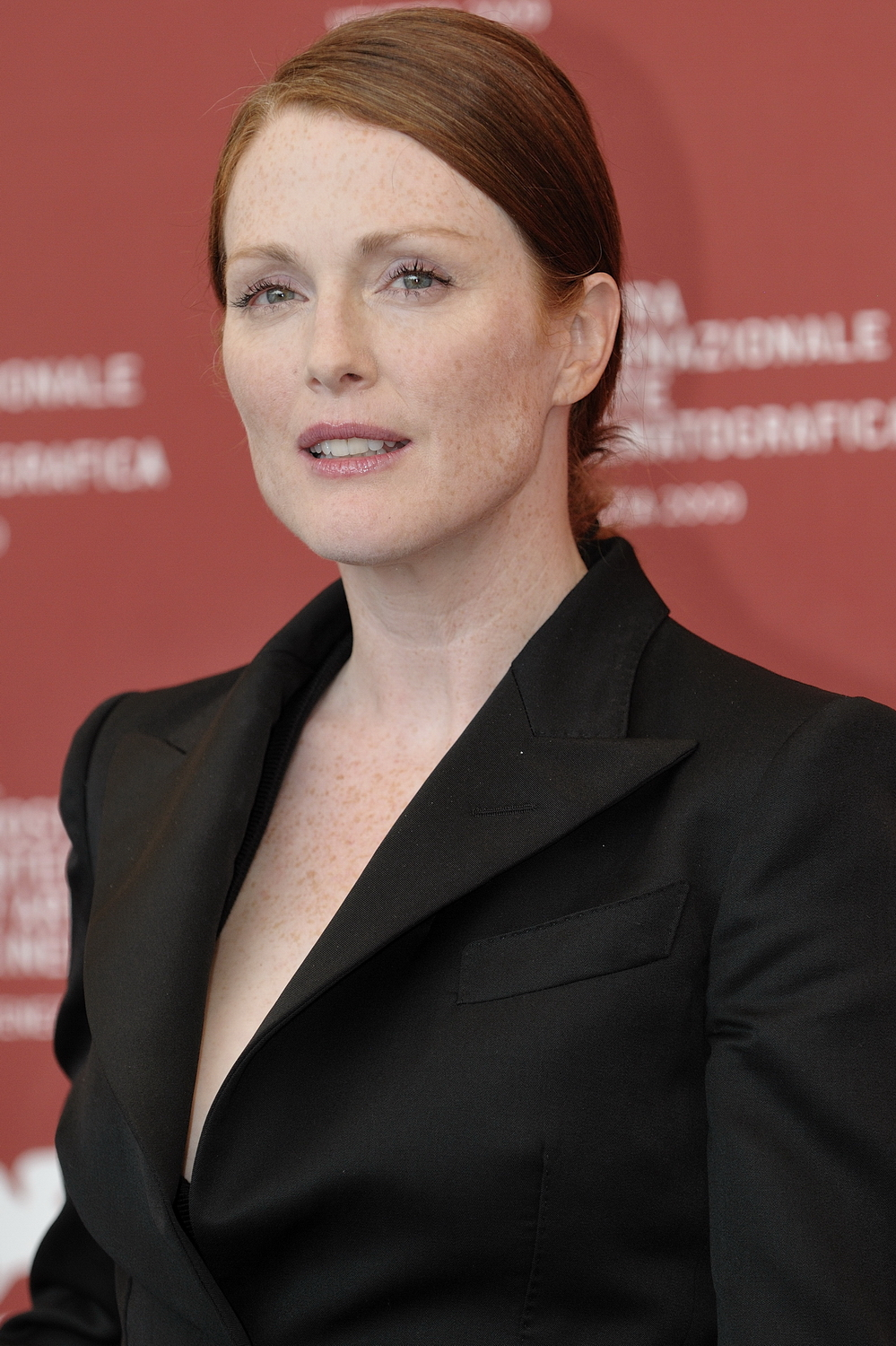
Julianne Moore na benátském festivalu 2009

Filmař Robert Altman viděl herečku v produkci Čechovovy hry Strýček Váňa (Uncle Vanya) a zaujal ho její výkon. Rozhodl se proto obsadit ji do dramatického filmu Prostřihy. Film zažil obrovský úspěch a obdržel cenu za nejlepší obsazení na Filmovém festivalu v Benátkách a Zlatý glóbus. Julianne získala nominaci na cenu Independent Spirit Awards. Následoval film Vanya on 42nd Street v roce 1994, kdy za roli Yeleny získala cenu Boston Society of Film Critics Award v kategorii nejlepší herečka.
V roce 1995 získala hlavní roli ve filmu Safe a vedlejší role ve filmech Dva v tom a Nikdo není sám. Ve filmu Nájemní vrazi se objevila jako Electra po boku Sylvestera Stallona a Antonia Banderase. Film získal negativní kritiku, ale utržil 83,5 milionů dolarů po celém světě.
Další úspěch zaznamenala s filmem Stevena Spielberga ve filmu Ztracený svět: Jurský park. První nominace na Oscara přišla s filmem Hříšné noci (1997). Za roli získala nominaci na Zlatý glóbus a Screen Actors Guild Award. Následoval úspěch s filmem Big Lebowski. Na konci roku 1998 se objevila v remaku klasiky od Alfreda Hitchcocka Psycho.

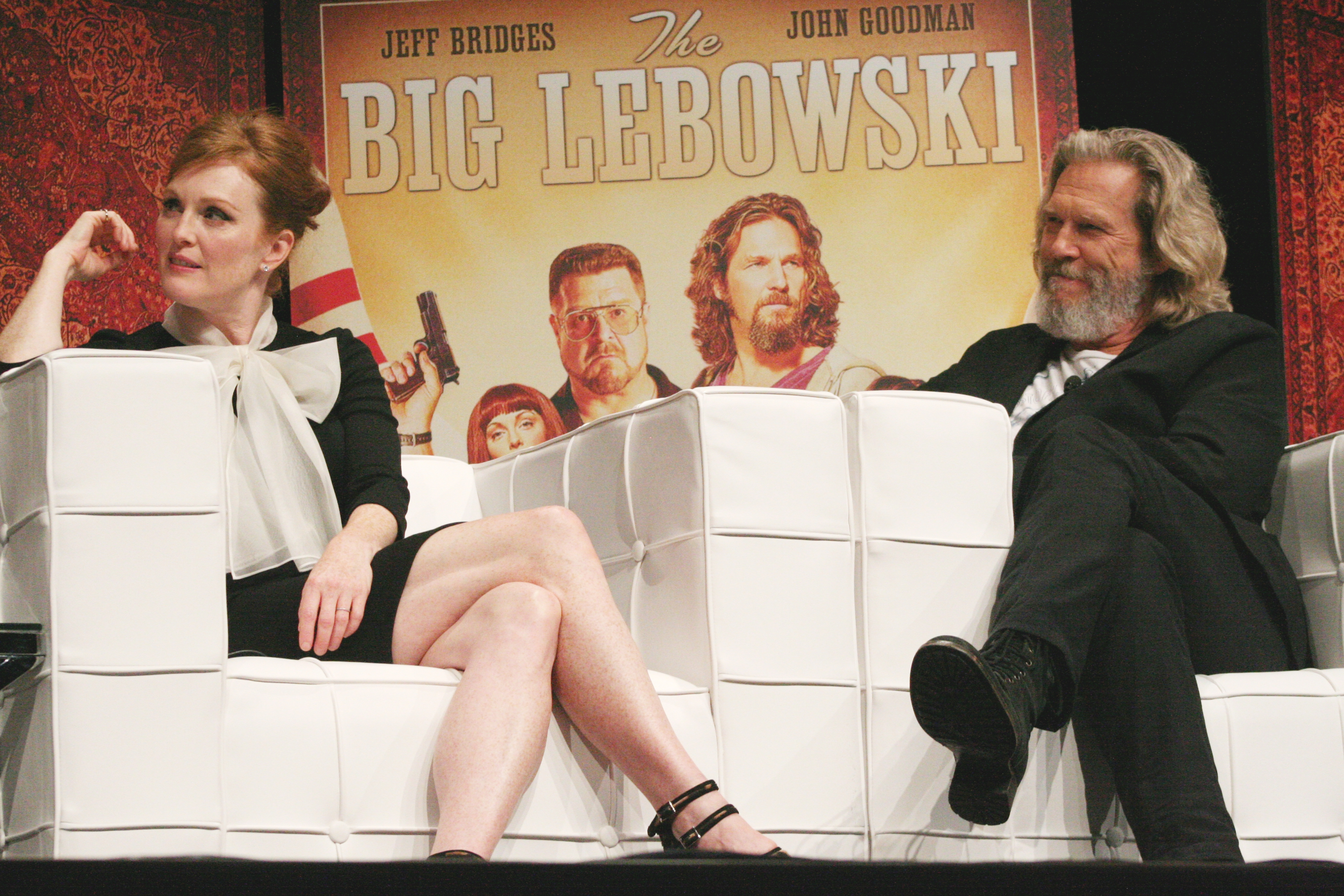
Julianne Moore a Jeff Bridges v roce 2011 na Lebowski Festu

Za roli ve filmu Ideální manžel z roku 1999 získala nominaci na Zlatý glóbus v kategorii nejlepší herečka v muzikálu nebo komedii. Ten samý rok získala také nominaci v kategorii nejlepší herečka v dramatu za film Hranice lásky .Za roli získala i druhou nominaci na Oscara a také nominaci na Filmovou cenu Britské akademie a Screen Actors Guild Award.
V roce 2000 získala cameo roli ve filmu Proutník. Na začátku roku 2001 se objevila jako agentka FBI Claire Starlingová ve filmu Hannibal, pokračování Oscary oceněného filmu Mlčení jehňátek, kde hrála po boku Anthonyho Hopkinse. V roce 2001 se objevila také v sci-fi komedii Evoluce, v dramatickém filmu Světoběžník a ve filmu Ostrovní zprávy.
V roce 2002 byla nominovaná ve dvou kategoriích cen Oscarů. Nominaci obdržela za film Daleko do nebe a Hodiny. Film Hodiny získal 9 nominací na Oscara, včetně ceny za nejlepší film.

### 2003–2009

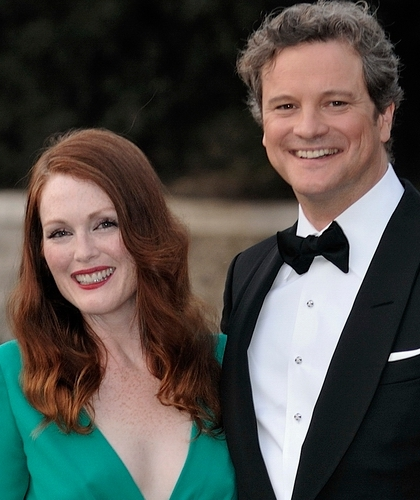
Julianne Moore a Colin Firth na premiéře filmu Single Man na Filmovém festivalu v Benátkách

V roce 2003 nehrála v žádném filmu, ale v roce 2004 hned ve třech. První dva filmy nezaznamenaly velký úspěch: Marie a Bruce neměl premiéru v kinech, film Zákon přitažlivosti získal negativní kritiku. Úspěch zaznamenal pouze thriller Zloději paměti. 
V roce 2005 získala roli v komedii Nevěřte mužům. V roce 2006 měl premiéru film Ve stínu pravdy a Potomci lidí. Od listopadu roku 2006 do května 2007 se objevovala v Broadwayské hře The Vertical Hour.
V roce 2007 se objevila ve filmu Next, po boku Nicolase Cage a Jessicy Bielové. Následoval film Divoká krása, který obdržel negativní kritiku. Ve filmu Beze mě: Šest tváří Boba Dylana. V roce 2009 hrála s Markem Ruffalo ve filmu Slepota, vedlejší roli ve filmu Soukromé životy Pippy Lee, v erotickém filmu Pokušení, po boku Amandy Seyfriedové a Liama Neesona. Krátce poté se objevila v dramatickém filmu Single Man, po boku Colina Firtha.

### 2010–2013
Objevila se v pěti epizodách Emmy oceněném seriálu Studio 30 Rock. V roce 2010 získala roli ve filmu Skrýš. Po boku Annette Benning si zahrála ve filmu Děcka jsou v pohodě, komedie o lesbickém páru, jejichž děti hledají svého otce. Film obdržel nominaci na Oskara v kategorii nejlepší film a Julianne získala svou šestou nominaci na Zlatý Glóbus a druhou nominaci na cenu BAFTA.
V roce 2011 se objevila v komediálním filmu Bláznivá, zatracená láska, po boku Steva Carella, Emmy Stoneové a Ryana Goslinga. Film vydělal přes 142,8 milionů dolarů. Získala roli v HBO televizním filmu Prezidentské volby a za roli získala cenu Zlatý Glóbus, Emmy a SAG Award.
V roce 2012 se objevila v dramatickém filmu V tátově stínu a ve filmu Co všechno věděla Maisie. V roce 2013 získala vedlejší roli ve filmu Josepha Gordon-Levitta Don Jon. Další film Učitelka angličtiny byl záporně hodnocen kritiky. V říjnu 2013 si zahrála roli Margaret White v hororovém filmu Carrie.

### 2014–2017
První zveřejněný film roku 2014 byl thriller Non-stop, kde hrála po boku Liama Neesona. Film vydělal přes 198 milionů dolarů.

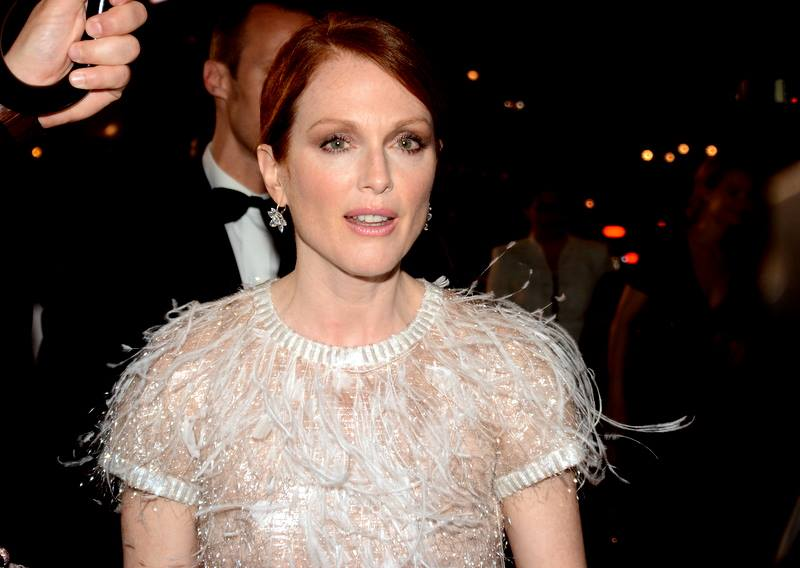
Moore na festivalu v Cannes 2014

V květnu 2014 byla oceněna cenou za nejlepší herečku na Filmovém festivalu Cannes za roli ve filmu Mapy ke hvězdám. Roli získala ve třetím dílu filmové série Hunger Games – Hunger Games: Síla vzdoru 1. část. Roli prezidentky Almy Coinové si zahraje i ve čtvrtém díle Hunger Games: Síla vzdoru 2. část. V roce 2014 také získala hlavní roli ve filmu Pořád jsem to já, kde hrála profesorku s diagnostikovanou Alzheimerovou chorobou. Za předvedený výkon získala Zlatý Glóbus, Screen Actors Guild Award, Critics' Choice Movie Awards i Oskara.
V únoru 2015 se uskutečnila premiéra filmu Sedmý syn, ve kterém ztvárnila zlou královnu. Po boku Ellen Page se objevila ve filmu Freeheld a v romantické komedii Maggie má plán si zahrála s Gretou Gerwigovou. V roce 2016 natočila film Okouzlení, spolu s Michelle Williamsovou. Dále hrála ve špionážním filmu Kingsman: Zlatý kruh a dvojroli ve filmu Wonderstruck, adaptaci historického románu pro děti od Briana Selznicka. Dále hrála v Suburbiconu: Temném předměstí, satirickém thrilleru od bratří Coenů, který režíroval George Clooney.

### 2018–současnost
Sebastián Lelio ji obsadil do Gloria Bell, remaku chilského filmu Gloria. Dále si zahrála operní zpěvačku v thrilleru Bel Canto, napsaném podle románu Ann Patchettové. S manželem hrála ve filmu After the Wedding, remaku dánského filmu téhož titulu od Susanne Bierové. Do krátkého filmu The Staggering Girl ji roku 2018 obsadil Luca Guadagnino.
Roku 2019 přijela s manželem Bartem Freundlichem na Mezinárodní filmový festival do Karlových Varů, aby převzala Křišťálový glóbus, Cenu prezidenta festivalu za umělecký přínos světovému filmu.

## Osobní život
Herec a režisér John Gould Rubin byl jejím prvním manželem, pár se seznámil v roce 1984 a vzali se o dva roky později. Rozešli se v roce 1993 a v roce 1995 byli rozvedeni. S režisérem Bartem Freundlichem (* 1970) navázala partnerský vztah v roce 1996. V prosinci 1997 se jim narodil syn Caleb a v dubnu 2002 dcera Liv. Pár se vzal v srpnu 2003.

## Filmografie

### Film
| Rok  | Název                              | Role                     | Poznámky |
| ---- | ---------------------------------- | ------------------------ | --- |
| 1990 | Příběhy z temnot: Film             | Susan                    | |
| 1992 | Ruka na kolébce                    | Marlene Craven           | |
| 1992 | Proměna Betty Lou                  | Elinor                   | |
| 1993 | Benny a Joon                       | Ruthie                   | |
| 1993 | Prostřihy                          | Marian Wyman             | |
| 1993 | Tělo jako důkaz                    | Sharon Dulaney           | |
| 1993 | Uprchlík                           | Dr. Anne Eeastman        | |
| 1994 | Vanya on 42nd Street               | Yelena                   | |
| 1995 | Dva v tom                          | Rebecca Taylor           | |
| 1995 | Nájemní vrazi                      | Electra                  | |
| 1995 | Nikdo není sám                     | Beth Holzcek             | |
| 1995 | Safe                               | Carol White              | |
| 1996 | Přežila jsem Picassa               | Dora Maar                | |
| 1997 | Hříšné noci                        | Amber Waves              | Satellite Award v kategorii nejlepší herečka ve vedlejší roli – drama Nominace – Oscar v kategorii nejlepší herečka ve vedlejší roli Nominace – Screen Actors Guild Award v kategorii nejlepší herečka ve vedlejší roli a Nejlepší obsazení ve filmu Nominace – Zlatý glóbus v kategorii nejlepší herečka ve vedlejší roli ve filmu |
| 1997 | Chicago Cab                        | Žena                     | |
| 1997 | Otisky prstů                       | Mia                      | |
| 1997 | Ztracený svět: Jurský park         | Dr. Sarah Harding        | |
| 1998 | Big Lebowski                       | Maude Lebowski           | Nominace – Satellite Award v kategorii nejlepší herečka ve filmu – komedie nebo muzikál |
| 1998 | Psycho                             | Lila Crane               | |
| 1999 | Hranice lásky                      | Sarah Miles              | Nominace – Oscar v kategorii nejlepší herečka Nominace – BAFTA Award v kategorii nejlepší herečka v hlavní roli Nominace – Screen Actors Guild Award v kategorii nejlepší herečka v hlavní roli Nominace – Zlatý glóbus v kategorii nejlepší herečka v dramatickém filmu |
| 1999 | Ideální manžel                     | Laura Cheveley           | Nominace – Satellite Award v kategorii nejlepší herečka ve filmu – komedie nebo muzikál Nominace – Zlatý glóbus v kategorii nejlepší herečka ve filmu – komedie nebo muzikál |
| 1999 | Magnolia                           | Linda Patridge           | Nominace – Screen Actors Guild Award v kategorii nejlepší obsazení a Nejlepší herečka ve vedlejší roli |
| 1999 | Mapa mého světa                    | Theresa Collins          | |
| 2000 | Proutník                           | Audrey                   | |
| 2001 | Evoluce                            | Dr. Allison Reed         | |
| 2001 | Hannibal                           | Agentka Clarice Starling | Nominace – MTV Movie Award v kategorii nejlepší polibek (s Anthony Hopkinsem) |
| 2001 | Ostrovní zprávy                    | Wavey Prowse             | |
| 2001 | Světoběžník                        | Dulcie                   | |
| 2002 | Daleko do nebe                     | Cathy Whitaker           | Critics' Choice Movie Award v kategorii nejlepší herečka Nominace – Empire Award v kategorii nejlepší herečka Nominace – Oscar v kategorii nejlepší herečka Nominace – Satellite Award v kategorii nejlepší herečka v dramatickém filmu Nominace – Screen Actors Guild Award v kategorii nejlepší herečka v hlavní roli Nominace – Zlatý glóbus v kategorii nejlepší herečka v dramatickém filmu |
| 2002 | Hodiny                             | Laura Brown              | Nominace – Critics' Choice Movie Award v kategorii nejlepší obsazení Nominace – BAFTA Award v kategorii nejlepší herečka ve vedlejší roli Nominace – Oscar v kategorii nejlepší herečka ve vedlejší roli Nominace – Satellite Award v kategorii nejlepší herečka ve vedlejší roli – drama Nominace – Screen Actors Guild Award v kategorii nejlepší herečka ve vedlejší roli a Nejlepší obsazení |
| 2004 | Marie a Bruce                      | Marie                    | Také exkluzivní producentka |
| 2004 | Zákon přitažlivosti                | Audrey Woods             | |
| 2004 | Zloději paměti                     | Telly Paretta            | Nominace – Teen Choice Award v kategorii Nejstrašidelnější scéna ve filmu |
| 2005 | Nevěřte mužům                      | Rebecca                  | |
| 2005 | The Prize Winner of Defiance, Ohio | Evelyn Ryan              | Nominace – Satellite Award v kategorii nejlepší herečka v dramatickém filmu |
| 2006 | Potomci lidí                       | Julian                   | |
| 2006 | Ve stínu pravdy                    | Brenda Martin            | |
| 2007 | Beze mě: Šest tváří Boba Dylana    | Alice Fabian             | |
| 2007 | Divoká krása                       | Barbara Daly Baekeland   | |
| 2007 | Next                               | Callie Ferris            | |
| 2008 | Oko dravce                         | Ariia (hlas)             | |
| 2008 | Slepota                            | Žena doktora             | |
| 2009 | Pokušení                           | Dr. Catherine Stewart    | |
| 2009 | Single Man                         | Charlotte (hlas)         | Nominace – BAFTA Award v kategorii nejlepší herečka Nominace – Critics' Choice Movie Award v kategorii nejlepší herečka ve vedlejší roli Nominace – Zlatý glóbus v kategorii nejlepší herečka ve vedlejší roli |
| 2009 | Soukromé životy Pippy Lee          | Kat                      | |
| 2010 | Děcka jsou v pohodě                | Jules Allgood            | Nominace – Critics' Choice Movie Award v kategorii nejlepší obsazení Nominace – Zlatý glóbus v kategorii nejlepší herečka ve filmu – komedie nebo muzikál Nominace – Gotham Award v kategorii nejlepší obsazení Nominace – Satellite Award v kategorii nejlepší herečka ve filmu – komedie nebo muzikál Nominace – Screen Actors Guild Award v kategorii nejlepší obsazení |
| 2010 | Elektra Luxx                       | Panna Marie              | |
| 2010 | Skrýš                              | Cara Harding-Jessup      | |
| 2011 | Bláznivá, zatracená láska          | Emily Weaver             | |
| 2012 | Co všechno věděla Maisie           | Susanna                  | |
| 2012 | V tátově stínu                     | Jody Flynn               | |
| 2013 | Carrie                             | Margaret White           | |
| 2013 | Don Jon                            | Esther                   | |
| 2013 | Učitelka angličtiny                | Linda Sinclair           | |
| 2014 | Hunger Games: Síla vzdoru 1. část  | Prezidentka Alma Coinová | |
| 2014 | Mapy ke hvězdám                    | Havana Segrand           | |
| 2014 | Non-stop                           | Jen Summers              | |
| 2014 | Pořád jsem to já                   | Dr. Alice Howland        | Alliance of Women Film Journalist Award v kategorii nejlepší herečka Critics' Choice Movie Award v kategorii nejlepší herečka Dorian Award v kategorii nejlepší filmové vystoupení roku – herečka Gotham Award v kategorii nejlepší herečka v dramatickém filmu Screen Actors Guild Award v kategorii nejlepší herečka v dramatickém filmu Zlatý glóbus v kategorii nejlepší herečka v dramatickém filmu AACTA International Award v kategorii nejlepší herečka BAFTA Award v kategorii nejlepší herečka v hlavní roli Oscar v kategorii nejlepší herečka Satellite Award v kategorii nejlepší herečka ve filmu Nominace – Zlatý glóbus v kategorii nejlepší herečka ve filmu – komedie nebo muzikál |
| 2014 | Sedmý syn                          | Matka Malkin             | Nominace – Zlatá malina v kategorii Nejhorší herečka ve vedlejší roli |
| 2015 | Hunger Games: Síla vzdoru 2. část  | Prezidentka Alma Coinová | |
| 2015 | Všechno, co mám                    | Laurel Hester            | |
| 2015 | Maggie má plán                     | Georgette                | |
| 2017 | Kingsman: Zlatý kruh               | Poppy Adams              | |
| 2017 | Suburbicon: Temné předměstí        | Margaret Lodge           | |
| 2017 | Okouzlení                          | Lillian Mayhew           | |
| 2018 | Gloria Bell                        | Gloria Bell              | |
| 2018 | Bel Canto                          | Roxanne Coss             | |
| 2019 | Po svatbě                          | Theresa                  | |
| 2019 | The Staggering Girl                | Francesca                | krátkometrážní film |
| 2020 | Gloria na cestě                    | Gloria Steinem           | |
| 2021 | Divoký Spirit                      | Cora Prescott (hlas)     | |
| 2021 | Milý Evane Hansene                 | Heidi Hansen             | |
| 2021 | Žena v okně                        | Katie / Jane Russell     | |
| 2023 | Láska napříč věkem                 | Gracie Atherton-Yoo      | |

### Televize
| Rok           | Název                | Role                           | Poznámky |
| ------------- | -------------------- | ------------------------------ | --- |
| 1984          | The Edge of Night    | Carmen Engler                  | 1 díl |
| 1985–88, 2010 | As the World Turns   | Frannie Hughes Sabriana Hughes | TV seriál Cena Emmy v kategorii nejlepší mladá herečka v dramatickém seriálu |
| 1987          | I'll Take Manhattan  | India West                     | TV mini-seriál |
| 1989          | Prachy, moc a vražda | Peggy Lynn Brady               | TV film |
| 1991          | The Last to Go       | Marcy                          | TV film |
| 1991          | Cast a Deadly Spell  | Connie Stone                   | TV film |
| 2006–13       | Studio 30 Rock       | Nancy Donovan                  | 6 dílů |
| 2012          | Prezidentské volby   | Sarah Palinová                 | TV film Critics' Choice TV Award v kategorii nejlepší herečka v mini-seriálu nebo v TV filmu Emmy Award v kategorii nejlepší herečka v mini-seriálu nebo TV filmu Satellite Award v kategorii nejlepší herečka v mini-seriálu nebo TV filmu Screen Actors Guild Award v kategorii nejlepší herečka v TV filmu nebo mini-seriálu Zlatý glóbus v kategorii nejlepší herečka v mini-seriálu nebo TV filmu Nominace – Dorian Award v kategorii nejlepší televizní vystoupení roku – herečka |
| 2016          | Amyino plodné lůno   | Samu sebe                      | díl: „Brave“ |
| 2016          | Difficult People     | Sarah Nussbaum                 | díl: „High Alert“ |
| 2017          | Nightcap             | Samu sebe                      | díl: „Single White Staci“ |
| 2021          | Lisey a její příběh  | Lisey Landon                   | minisérie |